# الجماعات الإسلامية في قطاع غزة
كان لعدد من الجماعات السلفية المسلحة وجود في قطاع غزة ، وهو جزء من الأراضي الفلسطينية . بدأت هذه الجماعات في الظهور في قطاع غزة في الأشهر التي سبقت الانسحاب الإسرائيلي من المنطقة عام 2005 وأعقبته ، وحافظت على وجودها حتى بعد معركة غزة عام 2007 ، عندما انتزعت حماس السيطرة على قطاع غزة من منافستها السلطة الوطنية الفلسطينية وأنشأت حكومتها الفعلية في المنطقة.
ويبدو أن نشاط معظم هذه الجماعات السلفية بلغ ذروته في أواخر العقد الأول من القرن الحادي والعشرين وأوائل ومنتصف العقد الثاني من القرن الحادي والعشرين، كما شارك العديد منها في تمرد سيناء في مصر (2011–2023).
بالإضافة إلى العديد من المجموعات الموثقة، كان هناك عدد من الخلايا الأصغر حجماً والتي ترتبط ببعضها بشكل فضفاض والتي تتبنى مجموعة متنوعة من الأسماء الأمامية لتنفيذ الهجمات.
وكانت علاقات منذ تاسيس الجماعات السلفية مع حركة حماس وغيره من فصائل تكتسب بطابع الجيد حيث قام الطرفين بتنفيد عدة عمليات مشتركة ومشاركة في شن هجمات ضد إسرائيل والاستنكار وترحم اذا تعرض احد فصائل الغير السلفية لقصف من قبل الجيش الإسرائيلي.

## الخلفية
صرح قيادي في مجموعة جند أنصار الله ويدعى أبي الحارث بأن أول فصيل سلفي في قطاع غزة ظهر في 2001 وكان يدعى "جند الله" وأضاف بأن بسبب مشاركة حركة حماس في الانتخابات التشريعية الفلسطينية 2006 ومشاركة في البرلمان الذي يرونه ضد الشريعة أدى إلى ردة فعل وكانت ظهور العديد من حركات السلفية الصغيرة ولكنها في نهاية اتحادت في اقوى أربعة فصائل رئيسية وهن: التوحيد والجهاد وجند أنصار الله وجيش الإسلام وجند الله

## العدد وقوة
وصرح أبي الحارث بأن عدد أعضائها الجماعات السلفية في قطاع غزة أكثر من 11 ألف عضو واغلبهم لهم خلفيات عسكرية حيث كانه اعضاء في فصائل فلسطينية وأضاف بأن 70% منهم كانه في كتائب عز الدين القسام

## المجموعات الموثقة الموجودة في غزة

### جند الله
تشير التقارير إلى أن جماعة جند الله كانت أول جماعة سلفية تنفذ هجوماً من قطاع غزة في عام 2001 وفي وقت لاحق، نفذت هجمات مع جماعة سيوف الحق ومجموعات أخرى خلال حرب غزة 2006وفي 2005 تم إجراء مقابلة مع النطاق الإعلامي بأسم الجماعة "أبو عبد الله الخطاب" وصرح بان جماعة مستقلة ولا تتبع لاي جهة وتمول نفسها بما لديها وأعلن بان جماعة نفدت عملية في محافظة رفح ضد جنود إسرائيليين أدت الى إصابة أربعة منهم

### جيش الإسلام
تأسس جيش الإسلام في أواخر عام 2005 على يد عشيرة دغمش. وكان في البداية قريبًا من حماس، وشاركا معًا في اختطاف جندي جيش الإسرائيلي جلعاد شاليط في عام 2006. 
في شهر فبراير 2007 انتقد جيش الإسلام اتفاق مكة بين حماس وفتح بسبب ان الإتفاق ينص على تأسيس حكومة علمانية وتطبيق ذات قوانين التي تستعمله السلطة الفلسطينية في الضفة الغربية على قطاع غزة
في 2007 أعلن جيش الإسلام خطف الصحفي آلان جونستون مراسل قناة بي بي سي في قطاع غزة وطلب الفصيل المملكة المتحدة أن تطلق سراح جميع المسلمين المعتقلين في سجونها وخاصة أبو قادة الفلسطيني
في 25 يونيو من ذات العام دعا جيش الإسلام المسلمين إلى دعم مجموعة فتح الإسلام إبان الصراع في شمال لبنان 2007
وفي 26 يونيو خطف مسلحين مجهولين عضوين من جيش الإسلام في حي الصبرة وعلق قيادي جيش الإسلام على حادثة بأن جماعة سا تقوم بخطف المزيد من أجانب اذا استمر اعتقالهما
وفي 1 يوليو قام مسلحين مجهولين بخطف ثلاث رجال من حي الصبرة بمدينة غزة وجمعيهم من اعضاء جيش الإسلام ونقلهم إلى مجمع السرايا الحكومي وبعد ذلك قام مسلحون آخرون باختطاف تسعة من أعضاء حركة حماس من طلاب الجامعة الإسلامية حيث داهموا منزلهم المستأجر في شارع الثلاثيني في غزة وقاموا باختطافهم. 
وفي 3 يوليو فرضت كتائب القسام وشرطة حكومة غزة حصار على حي الصبرة وثم بعده اندلعت اشتباكات محدودة أدت إلى مقتل مدني أثناء تواجده في حي المغربي جراء رصاصة طائشة وبعد مفاوضات بواسطة لجان المقاومة الشعبية افرجت الجماعة عن المختطفين من اعضاء حركة حماس عند حوالي الساعة 10:30 من مساء اليوم وبعده أفرجت حركة حماس عن المختطفين لديها من جماعة جيش الإسلام والبالغ عددهم عشرين وذلك عند حوالي الساعة 2:00 من فجر اليوم التالي الأربعاء وبعد حوالي ساعة أفرج جيش الإسلام عن الصحفي البريطاني لديهاوقال مراسل الجزيرة بأنه بصحة جيدة
وبعده صرح المتحدث الرسمي باسم الجماعة أنه تم احتساب هذه المطالب لدى حركة حماس وقال أيضاً «أن جيش الإسلام كونه يعمل بالشريعة الإسلامية وبمنهج القرأن الكريم وسنة النبي محمد قمنا بتحكيم لجنة فرعية مؤلفة من مجموعة من المشايخ ذوي الاختصاص على إثرها أصدر أحد المشايخ فتوى توصى بإطلاق سراح جونستون» وذلك بتدخل ووساطة من لجان المقاومة الشعبية لتنتهى فترة احتجازه التي طالت أربعة أشهر وذلك في يوم 4 يوليو 2007م
وأضاف المتحدث بأسم لجان المقاومة الشعبية أن ما طرح على طاولة المفاوضات هو مستقبل جيش الإسلام في غزة، والاعتراف به كفصيل فلسطيني مقاوم سيبقى سلاحه إلى جانب سلاح فصائل المقاومة الفلسطينية
بعد الإفراج صرح ألان جونستون بأن زعيم الخاطفين قال له إنه سينال حريته يوما ما، وستؤلف كتابا حول ذلك، وستتزوج
في شهر سبتمبر في 2007 قصف جيش الاحتلال الإسرائيلي سيارة كانت تقل خمس اعضاء من جيش الإسلام في حي الزيتون بمدينة غزة ما أدى إلى مقتلهموشيع حوالي 300 فلسطيني القتلى الخمسة
وفي 18 يونيو 2008 إبان الحرب على غزة (2008 - 2009) شارك المئات من عناصر جماعة جيش الاسلام في تشييع معتز دغمش المسؤول العسكري للمجموعة الذي هو وخمس آخرين من جماعة قتلوا في غارة شنها الطيران الاسرائيلي في جنوب قطاع غزة وعلق أبو عبد الرحمن المتحدث باسم جيش الاسلام بأنهم استشهدوا أثناء محاولة شن هجوم على الاحتلال وتوعد برد قاسي الا اذا دخلت الهدنة حيز التنفيد وقال بان جيش الإسلام نفد عمليات سرية لم يصرح بها خلفت قتلى في صفوف جيش الإسرائيلي
في شهر أغسطس سنة 2008 أعلن القيادي في جيش الإسلام أبو الحسن المقدسي تشكيل لجنة مشتركة لحل الإشكاليات الطارئة بينها وبين حكومة غزة وحركة حماس بعد ادعا إحدى جميعات حقوقية في خانيونس بأنها تلقت تهديد من جيش الإسلام الأمر التي نفته الأخيرة وأضاف أبو الحسن انه بعد اجتماع الأول تم انتهاء من الأشكال واخبار الجمعية بعدم صحة التهديد ووصف أبو الحسن بان علاقات مع حركة حماس عادات جيدة وطيبة من جديد وحذر الجهات والأفراد الذين يقومين بثارة الفوضى وثم الصقها بجيش الإسلام
الا انه في شهر سبتمر اندلعت اشتباكات بين شرطة حكومة غزة وافراد ينتمون إلى جيش الإسلام في حي الصبرة بمدينة غزة وصرح جيش الإسلام بأن قبل أربعة أشهر حاولت الشرطة اعتقال "جميل دغمش" أحد اعضاها الا أنه تمكن من الفرار واعلنت الجماعة بأنه جراء حل الموضوع بالحاور مع حركة حماس الا انها حاولت مرة أخرى اعتقاله ما أدى مقتل 11 فلسطيني من بينهم 7 من أفراد ينتمون لجيش الإسلام
في شهر يوليو 2010 نشرة وكالة معا الإخبارية مقابلة مع القيادي في جيش الإسلام "أبو عمر الأنصاري" وقال فيها بأن جيش الإسلام ليس له علاقة او تواصل مباشر او غير مباشر مع تنظيم القاعدة وأضاف بأن جيش الإسلام لا يسعى إلى ترحيل الأجانب الذين يعملون في مراكز الإغاثة في القطاع وقال عمليات التفجير التي تحصل في قطاع لا علاقة لها بالجماعة واما موقف من مسيحي غزة فا قال بأنهم ليس لديهم مشكلة مع الذين لا يضرون المسلمين ولا يسعون لنشر الرذيلة والدعارة، والخمور او استغلال أموال كنائس الإنجيلية التي تقدمه لهم من أجل نشر التنصير
وفي الأربعاء بشهر نوفمبر 2010 بمدينة غزة استهداف طائرة تابعة للاحتلال الإسرائيلي القيادي في جيش الإسلام "محمد جمال نمنم" وهو مرافق أمير جيش الإسلام ممتاز دغمشوبعد اسبوعين من ذات العام استهذفت طائرة تابعة للاحتلال الإسرائيلي سيارة في وسط مدينة غزة كان بداخلهما الشقيقين محمد ياسين وإسلام ياسين وهما قيادين من جيش الإسلام وكانت غارة تسببت في إصاباتهما بجروح خطيرة أدت إلى وفاتهما في مستشفى الشفاء
في2011 اتهم وزير الداخلية المصري حبيب العادلي أن تفجير الإسكندرية في يناير 2011 نفذه جيش الإسلام. الأمر الذي نفه جيش الإسلام وحكومة غزةوكما عرب ضباط عسكريين مصريين عن صدمتهم من اتهام جيش الإسلام وقاله بأن الأدلة تشير بأن المسؤولون ليس فلسطينيين حتى
في فبراير في سنة 2015 نشرت وسائل إعلام في مواقع التواصل الاجتماعي خبر اعتقال أمير جيش الإسلام ممتاز دغمش في شبه جزيرة سيناء الأمر الذي نفه جيش الإسلاموأكد مصدر أمني مصري في محافظة شمال سيناء عدم صحة هذي الأخبار
وفي شهر سبتمر من ذات عام نفى أمير جيش الإسلام ممتاز دغمش بيان منسوب لجيش يعلن فيه مبايعة تنظيم الدولة الإسلامية
وفي 2019 وبعد سنوات من اختفى قامت الجماعة بعرض عسكري في ذكرى 13 من عملية الوهم المتبدّدوفي 2022 أيد جيش الإسلام عملية تفجير القدس 2022

### جيش الأمة
تشكل جيش الأمة في يونيو/حزيران 2007 وأعلن مسؤوليته عن إطلاق ثلاثة صواريخ على إسرائيل في ذلك الشهر. وعلى النقيض من الجماعات الأخرى، تجنبت حركة حماس إعلان مسؤوليتها عن الهجمات الداخلية داخل غزة، وركزت بدلا من ذلك على الهجمات على إسرائيل. وفي يناير/كانون الثاني 2008 أعلنوا عن نيتهم اغتيال الرئيس الأميركي جورج دبليو بوش وأكدوا تحالفهم مع تنظيم القاعدة. وأدان أبو حفص المقدسي زعيم الجماعة حماس لعدم تطبيقها الشريعة الإسلامية، وانتهى به الأمر إلى الاعتقال المؤقت من قبل حماس نفسه. ومنذ ذلك الحين، كانت المجموعتان في عداوة متبادلة لكنهما امتنعتا عن القتال علانية.
ومع ذلك، قاتل جيش الأمة إلى جانب حماس في حرب غزة عام 2012 وحرب غزة عام 2014. أعلنت مسؤوليتها عن هجوم صاروخي على إسرائيل في عام 2019
وفي ذات العام صرح مصدر في جيش الأمة بأن علاقات مع حكومة غزة أمن المقالة سيه وأنها لا تقبل بوجودهم في القطاع وتعرضه للاعتقالات ومصادرات الأسلحة بينما علاقات مع حركة حماس أقل تواتر وقال المصدر بانهم لا يكفره حركة حماس ولا حركة الجهاد الإسلامي وصرح بانهم سمعه من قيادت حركة حماس بانهم يسعى إلى تحكيم شريعة في نهاية ولكنهم يستطيعه بسبب انهم في دار حرب

وزعمت أيضًا أنها شاركت في الأزمة الإسرائيلية الفلسطينية عام 2021، بإطلاق الصواريخ على أهداف إسرائيلية. خلال حرب غزة عام 2023، أفادت المجموعة أنها هاجمت قوات جيش الاحتلال الإسرائيلي في قطاع غزة.

### سيوف الحق
سيوف الحق هي أو كانت مجموعة «مخضرمة» تتركز بكل أساسي في بيت حانون في شمال قطاع غزة. ويفترض أن يقودها رجل الدين السابق في حماس أبو صهيب المقدسي، الذي ترك حماس احتجاجًا على قرارها بالمشاركة في الانتخابات التشريعية الفلسطينية عام 2006.
وقد نظمت جماعة سيوف الحق هجمات ضد أهداف تعتبرها غير أخلاقية أو غير إسلامية، مثل مقاهي الإنترنت، مدعيةً أنها فجرت أكثر من 50 مؤسسة «فاسدة أخلاقياً» في عام 2007. وقد نفذت الجماعة هجوما بالحامض ضد شابة كانت ترتدي ملابس «استفزازية»، وهاجمت شابا كان يستمع إلى الموسيقى، وهددت المسيحيين. في عام 2007، دبرت المجموعة عملية اغتيال ضابط المخابرات الفلسطيني الكبير العقيد جيد تايا، الذي اتهمته بأنه عميل للموساد. في يونيو/حزيران 2007، أصدروا تهديداً للمذيعات التلفزيونيات في غزة، محذرين من أنهم «سيقطعون الحناجر، من الوريد إلى الوريد، إذا لزم الأمر لحماية روح وأخلاق هذه الأمة»، مطالبين إياهن بالتوقف عن ارتداء الملابس والمكياج على الطراز الغربي. واتهم مسؤول أمني فلسطيني كبير لم يكشف عن اسمه حركة حماس بتمويل المجموعة، وهو ما نفته حماس.

### السلفية الجهادية
السلفية الجهادية جماعةٌ عُرفت، أو كانت، بتهديداتها 
للمسيحيين. وقد صرّح زعيمها، أبو صقر، عام 2007 بأن على حماس «أن تعمل على فرض حكم إسلامي، وإلا ستفقد سلطتها وإرادة شعبها»، وأن على المسيحيين «أن يكونوا مستعدين للحكم الإسلامي إذا أرادوا العيش بسلام في غزة». وطالبت الجماعة أيضًا بإنهاء النشاط التبشيري المسيحي في قطاع غزة.
ويُشتبه أيضًا في أن السلفية الجهادية هاجمت مدرسة تابعة للأمم المتحدة في المنطقة استضافت حدثًا رياضيًا مشتركًا.

### جند أنصار الله
كانت جماعة جند أنصار الله جماعة متمركزة في رفح ظهرت لأول مرة في أواخر عام 2008. في عام 2009 حاولت المجموعة تنفيذ هجوم على معبر كارني الحدودي بين قطاع غزة وإسرائيل. استسلم مسلحو جند أنصار الله المختبئون في أحد المباني في خان يونس في مواجهة مع شرطة حماس في يوليو/تموز 2009. واتهم مسؤولون في حماس أيضا الجماعة بتفجير عدد من مقاهي الإنترنت، وحفل زفاف حضره أقارب زعيم فتح المقيم في الضفة الغربية محمد دحلان، والذي أصيب فيه خمسون شخصا. ونفت جماعة جند أنصار الله أي مسؤولية عن الهجوم الأخير، واتهم زعماء فتح حركة حماس بالمسؤولية.
في أغسطس 2009، شنت جماعة جند أنصار الله ثورة ضد حماس، وأنشأت «إمارة رفح الإسلامية» التي لم تدم طويلاً؛ وقد سحقت حماس التمرد بعد يوم من القتال، مما أدى إلى تدمير الجماعة تقريبًا ومقتل قادتها. ومع ذلك، فقد أعلنت بقايا المجموعة مسؤوليتها عن الهجمات الصاروخية ضد إسرائيل في أكتوبر/تشرين الأول 2009 ومارس/آذار 2010.

### التوحيد والجهاد
نشأت جماعة جهاد التوحيد والجهاد في فلسطين في عام 2008 وكانت مسؤولة عن الهجمات الصاروخية ضد إسرائيل والهجمات ضد المسيحيين في غزة. وشاركت الجماعة في تمرد سيناء إلى جانب جيش الإسلام ومجلس شورى المجاهدين في محيط بيت المقدس. ومن الجدير بالذكر أنها اختطفت وقتلت فيتوريو أريغوني، ناشط السلام الإيطالي الذي دعم القضية الفلسطينية، في إبريل/نيسان 2011. وقالت المجموعة إنه إذا لم يتم إطلاق سراح زعيمها المعتقل هشام السعيدني من قبل حماس فسوف يقومون بإعدام أريغوني. ومع ذلك، تم العثور عليه ميتًا قبل الموعد النهائي بكثير؛ حيث اقتحمت حماس المنزل الذي كان محتجزًا فيه وقاتلت الخاطفين بنجاح، لكنها وجدته مشنوقًا. وعلقت صحيفة لوس أنجلوس تايمز:
أثار الاختطاف تساؤلات حول سيطرة حماس على غزة، ويمثل أحدث مثال على كيفية تحدي جماعات أصغر وأكثر تطرفًا في القطاع—بعضها مرتبط بتنظيم القاعدة—لحكم حماس، التي تعتبرها إسرائيل والولايات المتحدة منظمة إرهابية. وتشكو هذه الجماعات من أن حماس أصبحت معتدلة أكثر من اللازم.
وفي أعقاب اغتيال أريغوني، شنت حماس حملة ناجحة على جماعة التوحيد والجهاد.

### أنصار السنة
أنصار السنة هي جماعة نفذت هجوما صاروخيا على إسرائيل في عام 2010 أدى إلى مقتل عامل أجنبي من تايلاند.

### لواء التوحيد وكتائب التوحيد
كتائب التوحيد («كتائب التوحيد») هي الجناح العسكري للواء التوحيد. كانوا مجموعة ظهرت في عام 2009. وزعمت أن لديها كادرًا من عدة مئات من المقاتلين وخبرة في «صواريخ آر بي جي، والكلاشينكوف، والعبوات الناسفة، والألغام، لكننا مدربون على كل شيء، بما في ذلك الاستشهاد». «لواء التوحيد» هو امتداد لـ«كتائب التوحيد والجهاد» و«جند أنصار الله».

### جلجلات
«جلجلات» هي أو كانت مجموعة «غير منظمة» مرتبطة بتنظيم القاعدة وتتألف إلى حد كبير من أفراد حماس السابقين. وقد أعربت الجماعة عن إدانتها لحماس ونظمت هجومين بالقنابل ضد مباني حكومة حماس في أغسطس/آب 2009 انتقاما لقمع جند أنصار الله في وقت سابق من ذلك الشهر. في سبتمبر 2009، كشفت جماعة جلجلت أنها حاولت اغتيال الرئيس الأمريكي الأسبق جيمي كارتر ورئيس الوزراء البريطاني الأسبق توني بلير، لكن حماس أحبطت المؤامرة. ألقت حماس القبض على زعيم المجموعة محمود طالب في أكتوبر 2009.

### لواء الشيخ عمر حديد
ظهرت لواء الشيخ عمر حديد في عام 2015 وهي تابعة لتنظيم الدولة الإسلامية (داعش). وكانت المجموعة مسؤولة عن هجمات صواريخ عسقلان ‏ على إسرائيل في ذلك العام. في يونيو/حزيران 2015، داهمت حماس منزل زعيمها يونس هونر، وتم إطلاق النار عليه وقتله أثناء مقاومته للاعتقال.

### مجلس شورى المجاهدين في القدس
تأسس مجلس شورى المجاهدين في القدس في عام 2011 أو 2012 على يد هشام السعدني بهدف توحيد جماعة التوحيد والجهاد، وجماعة أنصار السنة، والعديد من الجماعات السلفية الجهادية الأخرى. وأعلنت ولاءها لتنظيم الدولة الإسلامية في عام 2014. بحلول عام 2022، وفقًا للولايات المتحدة، كانت مجلس شورى المجاهدين في القدس غير نشطة لسنوات.

### جماعة أنصار الدولة الإسلامية في بيت المقدس
كانت جماعة أنصار الدولة الإسلامية في بيت المقدس هي الجماعة التي اغتالت صابر صيام، أحد قادة حماس، في تفجير سيارة، وأطلقت قذائف الهاون على مقر كتائب القسام في خان يونس.

### أكناف بيت المقدس
كانت جماعة أكناف بيت المقدس جماعة تابعة لتنظيم الدولة الإسلامية والتي شنت هجومين صاروخيين على سديروت، إسرائيل في عام 2016.

### أسود التوحيد
كانت جماعة أسود التوحيد هي الجماعة التي ألقت قنابل حارقة على خمس كنائس مسيحية في سبتمبر/أيلول 2006 رداً على الجدل الدائر حول تعليقات البابا بنديكتوس السادس عشر حول الإسلام ‏. وفي حين وقعت إحدى الهجمات على الكنائس في قطاع غزة، وقعت الهجمات الأربع الأخرى في مدينة نابلس بالضفة الغربية. وأدان زعيم حماس إسماعيل هنية، الذي كان في ذلك الوقت رئيس وزراء السلطة الفلسطينية، هذه الهجمات.

### سعدة المجاهدين
كانت جماعة مسعدة المجاهدين جماعة مرتبطة بتنظيم القاعدة والتي كانت تتميز بتركيزها على إشعال حرائق الغابات من خلال هجمات الحرق العمد. وقد اصطدمت مع إسرائيل وحماس وحتى جيش الأمة في أوائل العقد الأول من القرن الحادي والعشرين. وأعلنت مسؤوليتها عن أكثر من اثني عشر حريقًا في الغابات داخل الأراضي الإسرائيلية بين عامي 2010 و2013. حتى أن المجموعة ذهبت إلى حد الادعاء بأنها كانت وراء حرائق الغابات في الولايات المتحدة في عامي 2012 و 2013، وبالتحديد في ولايتي أريزونا ونيفادا، لكن ادعاءاتهم دحضها المسؤولون الأمريكيون.

### جيش المؤمنين
كما أن جيش المؤمنين كان يعرف أيضًا باسم «القاعدة في فلسطين» وقام بقتل رامي عياد، صاحب مكتبة مسيحية في مدينة غزة.

## التركيبة السكانية
يتألف معظم الجهاديين السلفيين في قطاع غزة من فلسطينيين متطرفين ذاتياً، وبعضهم أعضاء سابقون في حركتي حماس وفتح. ويوجد في غزة بضع عشرات من المسلحين السلفيين الجهاديين من أصول أجنبية، بما في ذلك بعض العراقيين الذين دخلوا القطاع عبر مصر. وبحسب مسؤولين أمنيين إسرائيليين، فإن جماعة جند أنصار الله على وجه الخصوص تضم عددا قليلا من المسلحين من مصر واليمن وباكستان وأفغانستان.
وبشكل عام، تتألف هذه «الشبكة» السلفية الجهادية من نحو 4000 إلى 5000 عضو، وقد يصل عدد مؤيديها إلى 50 ألف شخص.

## العمليات المشتركة
في 25 يونيو 2006 شارك جيش الإسلام كتائب الشهيد عز الدين القسام ولجان المقاومة الشعبية في عملية اختطاف الجندي الإسرائيلي جلعاد شاليط، والتي قتل فيها محمد فراونة من اعضاء جيش الإسلام .
وفي 30 يوليو 2007 قامت ألوية الناصر صلاح الدين وجيش الإسلام و كتائب المقاومة الوطنية الجناح العسكري للجبهة الديمقراطية لتحرير فلسطين عن قصف مستوطنة كفار عزة ب10 قذائف هاون عيار 80 ملم مساء يوم. وفي 29 اكتوبر 2007  اعلنت كتائب شهداء الأقصى في فلسطين - مجلس شورى مجموعات الشهيد أيمن جودة، الجناح  وجيش الأمة مسئوليتهما المشتركة عن إطلاق قذيفتي هاون عيار 60 ملم على تجمع الدبابات الاسرائيلية خلف معبر المنطار شرق مدينة غزة

## الصراعات الأيديولوجية مع حماس
تتمتع الجماعات السلفية في قطاع غزة، والتي تنتقد حماس، بعدة نقاط عامة للوحدة:
- معارضة القومية الفلسطينية والالتزام بالوحدة الإسلامية.[90][60]
- معارضة الديمقراطية وغيرها من جوانب العلمانية.
- المعارضة من تحالف مع ايران ومليشياتها.